# غربان (القفر)

تعديل مصدري - تعديل

غربان محلة تابعة لقرية المجانحة، التابعة لعزلة بني عمر السافل بمديرية القفر إحدى مديريات محافظة إب في الجمهورية اليمنية، بلغ تعداد سكانها 137 حسب تعداد اليمن لعام 2004.